# 키아라 레발리아티
키아라 레발리아티(이탈리아어: Chiara Rebagliati, 1997년 1월 23일~)는 이탈리아의 양궁 선수로 주 종목은 리커브이다. 2020년 하계 올림픽 여자 양궁에 참가했다.

## 개인사
레발리아티는 인수브리아 대학교를 다녔다.